# An Apache's Gratitude
An Apache's Gratitude (con il sottotitolo Saving a Good Samaritan) è un cortometraggio muto del 1913 scritto, diretto e interpretato da William Duncan.

## Produzione
Il film fu prodotto dalla Selig Polyscope Company.

## Distribuzione
Distribuito dalla General Film Company, il film - un cortometraggio di una bobina - uscì nelle sale cinematografiche statunitensi il 14 agosto 1913.